# Ацетилсаліцилова кислота
Ацетилсаліцилова кислота (аспірин) — безбарвні голчасті кристали моноклінної структури, у чистому вигляді без запаху, але у вологому середовищі (наприклад при контакті з повітрям) набуває запаху оцтової кислоти. Одержують взаємодією оцтового ангідриду та саліцилової кислоти. Вживають як протизапальний, знеболювальний, жарознижувальний та антиагрегантний засіб.
Розчинність одного граму:
- у воді: 25 °C — 300 мл; 37 °C — 100 мл
- у спирті 5 мл
- у хлороформі 17 мл
- в етері 10-15 мл

Розкладається у киплячій воді та при розчиненні у лужних розчинах. Добре розчинні у воді неорганічні солі ацетилсаліцилової кислоти, проте такі розчини нестійкі та за цих умов ацетилсаліцилова кислота швидко гідролізується. Температура самозаймання 490 °C. pKa pK (25 °C) 3,49.
Як лікарський засіб ацетилсаліцилова кислота широко відома у світі під запатентованою торговою маркою «Аспірин» фірми «Bayer».

## Історія виникнення препарату
В одного зі співробітників фірми «Байєр» на ім'я Фелікс Гофман, який займався аніліновими барвниками, батько хворів на артрит, але мав непереносність саліцилатів натрію через хронічне подразнення шлунку. Гофман розшукував в хімічній літературі відомості про похідні саліцилату натрію з меншою кислотністю і наткнувся на дані про ацетилсаліцилову кислоту (вона була синтезована 30 роками раніше). Ацетилсаліцилова кислота виявилася приємнішою на смак і, як підкреслював Гофман, ефективніше допомагала його батькові.
Новому препарату дали назву «аспірин», узявши букву «а» від слова «acetyl» (ацетил) і частину «Спірин» від німецького слова «Spirsaure», яке, своєю чергою, походить від колишньої латинської назви лабазника в'язолистого[джерело?] (Spiraea ulmaria) — рослини, що містить великі кількості саліцилової кислоти. Зараз рослина називається гадючник в'язолистий (Filipendula ulmaria)[джерело?].
У 1899 р. фірма «Байєр» почала виробництво препарату під назвою «аспірин» як анальгетичний, жарознижувальний та протизапальний засіб. У той час препарат випускався у вигляді порошку, розфасованого в скляні пляшечки.

## Застосування
Аспірин пригнічує синтез простагландинів і виробляється з дерева білої верби (Salix alba).[джерело?]
Популярний знеболювальний засіб (анальгетик), розроблений у XX столітті як ліки проти артриту та легкого чи помірно вираженого, гострого больового синдрому (головного, зубного, біль у суглобах та зв'язках, біль у спині). Застосовують його  також для симптоматичного лікування гарячки та / або больового синдрому при застудних захворюваннях.
Згідно з інструкцією до використання Аспірину при тривалому вживанні, навіть в помірних дозах, може спричинити шлункову кровотечу, пошкодження нирок і дефекти слуху, тому аспірин не рекомендують дітям до 15 років. Також вважають, що він може викликати рідкісне захворювання синдром Рея. Проте дослідження показують, що аспірин може запобігати інфаркту і тромбозам, тому схильним до серцево-судинних захворювань людям рекомендується постійно вживати його у малих дозуваннях (близько 80 мг на добу).
Аспірин можна застосовувати у період вагітності тільки у тому випадку, коли інші лікарські засоби не є ефективними та тільки після оцінки співвідношення ризик/користь. Саліцилати та їх метаболіти проникають у грудне молоко у невеликій кількості. Оскільки побічні реакції у немовлят, матері яких приймали ацетилсаліцилову кислоту, не спостерігалися, переривати годування груддю, як правило, не потрібно. При довготривалому застосуванні препарату або застосуванні ацетилсаліцилової кислоти у високих дозах слід розв'язати питання щодо припинення годування груддю.
Також використовують ацетилсаліцилову кислоту  як складову багатокомпонентних ліків, наприклад Аскофен, Кардіомагніл, Цитрамон, Копацил, Алька-Прим.

## Синтез
Аспірин отримують ацилюванням саліцилової кислоти оцтовим ангідридом. Ця реакція часто використовується на лабораторних роботах при вивченні органічного синтезу студентами.
У круглодонній колбі, забезпеченій зворотним холодильником, розчиняють обережно нагріваючи 1,3 г саліцилової кислоти у 1,2 г оцтового ангідриду і потім додають краплю концентрованої сірчаної кислоти. Реакційну суміш нагрівають 1,5 години на водяній бані у стані кипіння, після цього суміш охолоджують і, перемішуючи скляною паличкою, додають невелику кількість холодної води та фільтрують твердий продукт, який промивають спочатку крижаною водою, а потім невеликою кількістю толуену. Вихід реакції становить 1,5 г (88%). З маточного розчину випаровуванням можна одержати ще деяку кількість продукту. Ацетилсаліцилову кислоту перекристалізовують із бензену або хлороформу.

## Синоніми
Бренди: Aggrenox, Alka-seltzer, Alka-seltzer Fruit Chews, Anacin, Arthriten Inflammatory Pain, Ascomp, Aspi-cor, Aspir-low, Bayer Aspirin, Bayer Womens, Bc Arthritis, Bc Original Formula, Bufferin, Duoplavin, Durlaza, Ecotrin, Ecpirin, Endodan Reformulated May 2009, Equagesic, Exaprin, Excedrin, Excedrin PM Triple Action, Fasprin, Fiorinal, Fiorinal With Codeine, Goody's Body Pain, Goody's Extra Strength, Goody's PM, Miniprin, Norgesic Forte, Orphengesic, Pamprin Max Formula, Robaxisal, ST. Joseph Aspirin, Stanback Headache Powder Reformulated Jan 2011, Trianal, Trianal C, Vanquish, Vazalore, Yosprala
Аспірин, Лоспирин, Ацекор, Acetylsalicylate, Acetylsalicylsäure, Acide acétylsalicylique, ácido acetilsalicílico, Acidum acetylsalicylicum, Aspirin, Aspirina, Azetylsalizylsäure, Polopiryna, Salicylic acid acetate, A.S.A., asa, A.N.T, Apo Asa, Asadol, Asatab, Ascriptin, Aspergum, Aspica, ASPRIL, Astrin, BOKEY ENTERIC, Biovanta Double, Bufferin, CARDIPRIN, Cardiospirina, CASPRIN ENTERIC, Coryphen, Entrophen, Halfprin, Headache, Novasen, Pain Reliever, Rivasa, TOOPRIN, TRIOPRIN, Vazalore, UNIASPIRIN,
Комбіновані ліки: Аскофен, Кардіомагніл, Цитрамон, Копацил, Алька-Прим, Фармадол, Аскопар, Цитрамон, УПСАРИН УПСА